# 조가은 (1992년)
조가은(趙佳恩, 1992년 7월 28일 ~ )은 대한민국의 사업가이자, 걸그룹 달샤벳의 메인래퍼를 맡았다.

## 학력
- 동덕여자대학교 방송연예학과